# Park Voorn
Park Voorn is een park in de Utrechtse wijk Leidsche Rijn. Op deze locatie stond voorheen kasteel Huis te Voorn. Van dit kasteel is nu slechts een rechthoekig, door water omgeven terrein zichtbaar met de resten van een middeleeuwse ridderhofstad. Op het terrein staan nog twee 17e-eeuwse duiventorens die na de afbraak van het kasteel in 1851 gespaard werden. In het park ligt in de zuidwesthoek Huis te Voorn. Dit pand werd gebouwd in 1873 in eclectische stijl. De bouw hiervan startte 23 jaar nadat het middeleeuwse kasteel was afgebroken.

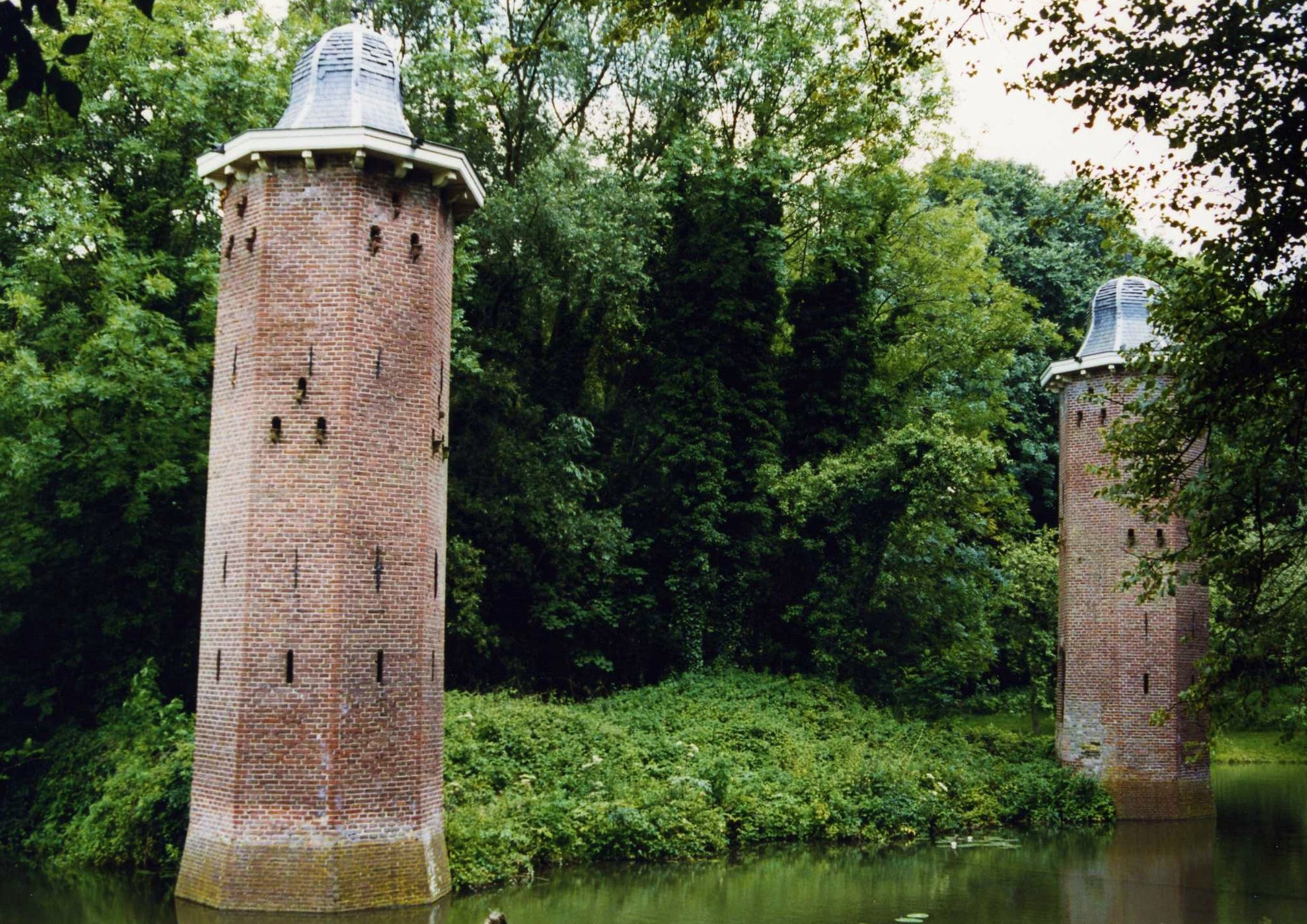
De 17e-eeuwse duiventorens

Rond 1800 werden de percelen rondom het kasteel getransformeerd tot een park in Engelse landschapsstijl. Enkele oudere elementen bleven echter behouden, waaronder de rechte oprijlaan vanaf de Stadsdambrug. Aan de randen van het park werden bospercelen aangelegd. Een zone in het midden, grenzend aan de Leidse Rijn, bleef open met een licht glooiende weide en enkele bomen. Nadien is deze indeling niet ingrijpend meer gewijzigd. Wel heeft aan het begin van de 21e eeuw een in het zuidoosten gelegen gedeelte moeten wijken voor de aanleg van de Stadsbaan Leidsche Rijn.
Het huidige park heeft de vorm van een driehoek en een oppervlakte van circa 8 hectare. Aansluitend aan het park is een bedrijventerrein gelegen met dezelfde naam. Deze kantoorlocatie werd in de 21e eeuw herontwikkeld om deels plaats te maken voor woningen.
Amaliapark · Park De Balije · Park Bloeyendael · Park de Gagel · Griftpark · Hogelandsepark · Park Hoge Weide · Julianapark · Klokkenveld · Kromme Rijnpark · Majellapark · Máximapark · Moreelsepark · Park Nieuweroord · Niftarlakepark · Noorderpark · Nynkeplantsoen · Oorsprongpark · Park Oosterspoorbaan · Oranjepark · Park De Groene Kop · Park Leeuwesteyn · Park Oog in Al · Park Transwijk · Rosarium (Oudwijk) · Sterrenbos · Park Tivoli · Van Heukelompark · Vechtzoompark · Park Voorn · Park de Watertoren · Wilhelminapark · Willem Alexanderpark · Zocherpark